# CAS latence
CAS latence (zkratka CL, anglicky Column Address Strobe, též časování paměti) udává dobu, kterou je potřeba čekat před následujícím čtení z operační paměti v počítači. U asynchronních pamětí DRAM je doba uváděna v nanosekundách (absolutní čas). U synchronních SDRAM pamětí (např. DDR4) je udávána v cyklech taktovacích hodin, a proto je stejná čekací doba u vyšších frekvencí reálně kratší. Čím menší je hodnota CL, tím je práce s pamětí rychlejší a takový DIMM modul je obvykle i dražší. 

## Charakteristika
CAS latence je u synchronních RAM pamětí často udávána jedním číslem (např. CL9, CAS 9), ale může být udávána sérií čtyř čísel (např. CL9-9-9-24 nebo 16-20-20-38), přičemž jednočíselné vyjádření odpovídá první hodnotě vícečíselného vyjádření. Toto (první) číslo udává počet cyklů, za které jsou data požadovaná z určité adresy v RAM paměti reálně připravena na výstupní sběrnici pro odeslání k procesoru, a protože má největší vliv na výslednou rychlost RAM paměti, je často udáváno místo celé série čísel. Protože je latence uváděna v počtech hodinových cyklů, je reálná délka prodlevy závislá i na taktovací frekvenci paměti. Při zdvojnásobení taktovací frekvence způsobí dvakrát vyšší CAS latence stejně dlouhou prodlevu, ale výše taktované paměti budou rychlejší, protože za daný časový úsek provedou více přenosů dat. Proto přestože starší DDR3 paměti mívají typicky CL9 až CL11 a novější DDR4 paměti mívají CL12 a vyšší, je novější standard ve výsledku v přenosech dat rychlejší.
Význam jednotlivých čísel u vícečíselné CAS latence je:
1. tCL (CAS Latency, Column Access Strobe) je přesný počet cyklů, za které paměť zpřístupní požadovaný sloupec v RAM (resp. umožní přečtení jednoho slova z paměti), když je správný řádek již otevřen
2. tRDC (RAS to CAS Delay, Row Address to Column Address Delay) je minimální počet cyklů, za které paměť zpřístupní řádek v RAM, když není žádný otevřen
3. tRP (Row Precharge Time) je minimální počet cyklů, za které paměť zpřístupní jiný řádek ve stejném sloupci RAM (uzavření nesprávného řádku)
4. tRAS (Row Active Time) je minimální počet cyklů, po které musí být řádek otevřen pro zpřístupnění dat z RAM (obvykle největší číslo), tj. uzavření nesprávného a otevření požadovaného řádku
5. tRC

### Zjištění latence
CAS latence je daná typem použitých čipů a garantovaná výrobcem. CAS latenci nelze svévolně měnit, protože by to mohlo vést k nesprávnému čtení z RAM paměti. Zobrazení aktuálně používaných CAS latencí je možné například v programu CPU-Z na kartě Memory, přičemž na kartě SPD (Serial Presence Detect) jsou k dispozici další výrobcem definované profily (při různých taktovacích frekvencích) uložené výrobcem v EEPROM paměti RAM modulu (podle standardu JEDEC, případně též XMP profily určené pro přetaktování jedním kliknutím v nastavení BIOS Setupu).

### XMP
XMP (Extreme Memory Profiles) je technologie firmy Intel rozšiřující SPD umožňující výrobcům nabídnout vyšší výkonnost RAM pamětí za hranici definovaných JEDEC standardů. XMP 2.0 umožňuje pro DDR4 nabídnout navíc dva XMP profily, XMP 3.0 umožňuje pro DDR5 nabídnout tři XMP profily. Čipové sady firmy AMD podporují XMP a nabízí i vlastní obdobnou technologii AMP (AMD Memory Profile, resp. X-AMP, RAMP).
| Generace SDRAM | Typ                   | Rychlost přenosu dat | Doba přenosu | Rychlost příkazů | Doba cyklu | CL (CAS Latence) | První slovo | Čtvrté slovo | Osmé slovo |
| -------------- | --------------------- | -------------------- | ------------ | ---------------- | ---------- | ---------------- | ----------- | ------------ | ---------- |
| SDR            | PC 66                 | 66 MT/s              | 15 ns        | 66 MHz           | 15 ns      | 2                | 30 ns       | 75 ns        | 135 ns     |
| SDR            | PC 100                | 100 MT/s             | 10 ns        | 100 MHz          | 10 ns      | 2                | 20 ns       | 50 ns        | 90 ns      |
| SDR            | PC 133                | 133 MT/s             | 7.5 ns       | 133 MHz          | 7.5 ns     | 2                | 15 ns       | 37.5 ns      | 67.5 ns    |
| SDR            | PC 133                | 133 MT/s             | 7.5 ns       | 133 MHz          | 7.5 ns     | 2.5              | 18.75 ns    | 41.25 ns     | 71.25 ns   |
| SDR            | PC 133                | 133 MT/s             | 7.5 ns       | 133 MHz          | 7.5 ns     | 3                | 22.5 ns     | 45 ns        | 75 ns      |
| DDR            | DDR-200               | 200 MT/s             | 5 ns         | 100 MHz          | 10 ns      | 2                | 20 ns       | 35 ns        | 55 ns      |
| DDR            | DDR-266               | 266 MT/s             | 3.75 ns      | 133 MHz          | 7.5 ns     | 2                | 15 ns       | 26.25 ns     | 41.25 ns   |
| DDR            | DDR-266               | 266 MT/s             | 3.75 ns      | 133 MHz          | 7.5 ns     | 2.5              | 18.75 ns    | 30 ns        | 45 ns      |
| DDR            | DDR-333               | 333 MT/s             | 3 ns         | 166 MHz          | 6 ns       | 1.5              | 9 ns        | 18 ns        | 30 ns      |
| DDR            | DDR-333               | 333 MT/s             | 3 ns         | 166 MHz          | 6 ns       | 2                | 12 ns       | 21 ns        | 33 ns      |
| DDR            | DDR-333               | 333 MT/s             | 3 ns         | 166 MHz          | 6 ns       | 2.5              | 15 ns       | 24 ns        | 36 ns      |
| DDR            | DDR-333               | 333 MT/s             | 3 ns         | 166 MHz          | 6 ns       | 3                | 18 ns       | 27 ns        | 39 ns      |
| DDR            | DDR-400               | 400 MT/s             | 2.5 ns       | 200 MHz          | 5 ns       | 1.5              | 7.5 ns      | 15 ns        | 25 ns      |
| DDR            | DDR-400               | 400 MT/s             | 2.5 ns       | 200 MHz          | 5 ns       | 2                | 10 ns       | 17.5 ns      | 27.5 ns    |
| DDR            | DDR-400               | 400 MT/s             | 2.5 ns       | 200 MHz          | 5 ns       | 2.5              | 12.5 ns     | 20 ns        | 30 ns      |
| DDR / DDR2     | DDR-400 / DDR2-400    | 400 MT/s             | 2.5 ns       | 200 MHz          | 5 ns       | 3                | 15 ns       | 22.5 ns      | 32.5 ns    |
| DDR / DDR2     | DDR-400 / DDR2-400    | 400 MT/s             | 2.5 ns       | 200 MHz          | 5 ns       | 4                | 20 ns       | 27.5 ns      | 37.5 ns    |
| DDR / DDR2     | DDR(2)-533            | 533 MT/s             | 1.875 ns     | 266 MHz          | 3.75 ns    | 3                | 11.25 ns    | 16.88 ns     | 24.38 ns   |
| DDR2           | DDR2-533              | 533 MT/s             | 1.875 ns     | 266 MHz          | 3.75 ns    | 4                | 15 ns       | 20.63 ns     | 28.13 ns   |
| DDR2           | DDR2-533              | 533 MT/s             | 1.875 ns     | 266 MHz          | 3.75 ns    | 5                | 18.75 ns    | 24.38 ns     | 31.88 ns   |
| DDR2           | DDR2-667              | 667 MT/s             | 1.5 ns       | 333 MHz          | 3 ns       | 3                | 9 ns        | 13.5 ns      | 19.5 ns    |
| DDR2           | DDR2-667              | 667 MT/s             | 1.5 ns       | 333 MHz          | 3 ns       | 4                | 12 ns       | 16.5 ns      | 22.5 ns    |
| DDR2           | DDR2-667              | 667 MT/s             | 1.5 ns       | 333 MHz          | 3 ns       | 5                | 15 ns       | 19.5 ns      | 25.5 ns    |
| DDR2           | DDR2-667              | 667 MT/s             | 1.5 ns       | 333 MHz          | 3 ns       | 6                | 18 ns       | 22.5 ns      | 28.5 ns    |
| DDR2           | DDR2-800              | 800 MT/s             | 1.25 ns      | 400 MHz          | 2.5 ns     | 3                | 7.5 ns      | 11.25 ns     | 16.25 ns   |
| DDR2           | DDR2-800              | 800 MT/s             | 1.25 ns      | 400 MHz          | 2.5 ns     | 4                | 10 ns       | 13.75 ns     | 18.75 ns   |
| DDR2 / DDR3    | DDR2-800 / DDR3-800   | 800 MT/s             | 1.25 ns      | 400 MHz          | 2.5 ns     | 5                | 12.5 ns     | 16.25 ns     | 21.25 ns   |
| DDR2 / DDR3    | DDR2-800 / DDR3-800   | 800 MT/s             | 1.25 ns      | 400 MHz          | 2.5 ns     | 6                | 15 ns       | 18.75 ns     | 23.75 ns   |
| DDR2 / DDR3    | DDR2-800 / DDR3-800   | 800 MT/s             | 1.25 ns      | 400 MHz          | 2.5 ns     | 7                | 17.5 ns     | 21.25 ns     | 26.25 ns   |
| DDR2           | DDR2-1066             | 1066 MT/s            | 938 ps       | 533 MHz          | 1.875 ns   | 4                | 7.5 ns      | 10.31 ns     | 14.06 ns   |
| DDR2 / DDR3    | DDR2-1066 / DDR3-1066 | 1066 MT/s            | 938 ps       | 533 MHz          | 1.875 ns   | 5                | 9.38 ns     | 12.19 ns     | 15.94 ns   |
| DDR2 / DDR3    | DDR2-1066 / DDR3-1066 | 1066 MT/s            | 938 ps       | 533 MHz          | 1.875 ns   | 6                | 11.25 ns    | 14.06 ns     | 17.81 ns   |
| DDR2 / DDR3    | DDR2-1066 / DDR3-1066 | 1066 MT/s            | 938 ps       | 533 MHz          | 1.875 ns   | 7                | 13.13 ns    | 15.94 ns     | 19.69 ns   |
| DDR2 / DDR3    | DDR2-1066 / DDR3-1066 | 1066 MT/s            | 938 ps       | 533 MHz          | 1.875 ns   | 8                | 15 ns       | 17.82 ns     | 21.57 ns   |
| DDR3           | DDR3-1066             | 1066 MT/s            | 938 ps       | 533 MHz          | 1.875 ns   | 9                | 16.88 ns    | 19.7 ns      | 23.45 ns   |
| DDR3           | DDR3-1333             | 1333 MT/s            | 750 ps       | 666 MHz          | 1.5 ns     | 9                | 13.5 ns     | 15.75 ns     | 18.75 ns   |
| DDR3           | DDR3-1333             | 1333 MT/s            | 750 ps       | 666 MHz          | 1.5 ns     | 8                | 12 ns       | 14.25 ns     | 16.25 ns   |
| DDR3           | DDR3-1333             | 1333 MT/s            | 750 ps       | 666 MHz          | 1.5 ns     | 7                | 10.5 ns     | 12.75 ns     | 15.75 ns   |
| DDR3           | DDR3-1333             | 1333 MT/s            | 750 ps       | 666 MHz          | 1.5 ns     | 6                | 9 ns        | 11.25 ns     | 14.25 ns   |
| DDR3           | DDR3-1375             | 1375 MT/s            | 727 ps       | 687 MHz          | 1.455 ns   | 5                | 7.27 ns     | 9.45 ns      | 12.36 ns   |
| DDR3           | DDR3-1600             | 1600 MT/s            | 625 ps       | 800 MHz          | 1.25 ns    | 11               | 13.75 ns    | 15.63 ns     | 18.13 ns   |
| DDR3           | DDR3-1600             | 1600 MT/s            | 625 ps       | 800 MHz          | 1.25 ns    | 10               | 12.5 ns     | 14.38 ns     | 16.88 ns   |
| DDR3           | DDR3-1600             | 1600 MT/s            | 625 ps       | 800 MHz          | 1.25 ns    | 9                | 11.25 ns    | 13.13 ns     | 15.63 ns   |
| DDR3           | DDR3-1600             | 1600 MT/s            | 625 ps       | 800 MHz          | 1.25 ns    | 8                | 10 ns       | 11.88 ns     | 14.38 ns   |
| DDR3           | DDR3-1600             | 1600 MT/s            | 625 ps       | 800 MHz          | 1.25 ns    | 7                | 8.75 ns     | 10.63 ns     | 13.13 ns   |
| DDR3           | DDR3-1600             | 1600 MT/s            | 625 ps       | 800 MHz          | 1.25 ns    | 6                | 7.5 ns      | 9.38 ns      | 11.88 ns   |
| DDR3           | DDR3-1866             | 1866 MT/s            | 536 ps       | 933 MHz          | 1.071 ns   | 13               | 13.92 ns    | 15.53 ns     | 17.67 ns   |
| DDR3           | DDR3-1866             | 1866 MT/s            | 536 ps       | 933 MHz          | 1.071 ns   | 12               | 12.85 ns    | 14.46 ns     | 16.6 ns    |
| DDR3           | DDR3-1866             | 1866 MT/s            | 536 ps       | 933 MHz          | 1.071 ns   | 11               | 11.78 ns    | 13.39 ns     | 15.53 ns   |
| DDR3           | DDR3-1866             | 1866 MT/s            | 536 ps       | 933 MHz          | 1.071 ns   | 10               | 10.71 ns    | 12.32 ns     | 14.46 ns   |
| DDR3           | DDR3-1866             | 1866 MT/s            | 536 ps       | 933 MHz          | 1.071 ns   | 9                | 9.64 ns     | 11.25 ns     | 13.39 ns   |
| DDR3           | DDR3-1866             | 1866 MT/s            | 536 ps       | 933 MHz          | 1.071 ns   | 8                | 8.57 ns     | 10.18 ns     | 12.32 ns   |
| DDR3           | DDR3-1866             | 1866 MT/s            | 536 ps       | 933 MHz          | 1.071 ns   | 7                | 7.5 ns      | 9.11 ns      | 11.25 ns   |
| DDR3           | DDR3-1866             | 1866 MT/s            | 536 ps       | 933 MHz          | 1.071 ns   | 6                | 6.43 ns     | 8.04 ns      | 10.18 ns   |
| DDR3           | DDR3-2000             | 2000 MT/s            | 500 ps       | 1000 MHz         | 1 ns       | 10               | 10 ns       | 11.5 ns      | 13.5 ns    |
| DDR3           | DDR3-2000             | 2000 MT/s            | 500 ps       | 1000 MHz         | 1 ns       | 9                | 9 ns        | 10.5 ns      | 12.5 ns    |
| DDR3           | DDR3-2000             | 2000 MT/s            | 500 ps       | 1000 MHz         | 1 ns       | 8                | 8 ns        | 9.5 ns       | 11.5 ns    |
| DDR3           | DDR3-2000             | 2000 MT/s            | 500 ps       | 1000 MHz         | 1 ns       | 7                | 7 ns        | 8.5 ns       | 10.5 ns    |
| DDR3           | DDR3-2133             | 2133 MT/s            | 469 ps       | 1066 MHz         | 938 ps     | 12               | 11.25 ns    | 12.66 ns     | 14.53 ns   |
| DDR3           | DDR3-2133             | 2133 MT/s            | 469 ps       | 1066 MHz         | 938 ps     | 11               | 10.31 ns    | 11.72 ns     | 13.59 ns   |
| DDR3           | DDR3-2133             | 2133 MT/s            | 469 ps       | 1066 MHz         | 938 ps     | 10               | 9.38 ns     | 10.78 ns     | 12.66 ns   |
| DDR3           | DDR3-2133             | 2133 MT/s            | 469 ps       | 1066 MHz         | 938 ps     | 9                | 8.44 ns     | 9.84 ns      | 11.72 ns   |
| DDR3           | DDR3-2133             | 2133 MT/s            | 469 ps       | 1066 MHz         | 938 ps     | 8                | 7.5 ns      | 8.91 ns      | 10.78 ns   |
| DDR3           | DDR3-2133             | 2133 MT/s            | 469 ps       | 1066 MHz         | 938 ps     | 7                | 6.56 ns     | 7.97 ns      | 9.84 ns    |
| DDR3           | DDR3-2200             | 2200 MT/s            | 455 ps       | 1100 MHz         | 909 ps     | 7                | 6.36 ns     | 7.73 ns      | 9.55 ns    |
| DDR3           | DDR3-2400             | 2400 MT/s            | 417 ps       | 1200 MHz         | 833 ps     | 13               | 10.83 ns    | 12.08 ns     | 13.75 ns   |
| DDR3           | DDR3-2400             | 2400 MT/s            | 417 ps       | 1200 MHz         | 833 ps     | 12               | 10 ns       | 11.25 ns     | 12.92 ns   |
| DDR3           | DDR3-2400             | 2400 MT/s            | 417 ps       | 1200 MHz         | 833 ps     | 11               | 9.17 ns     | 10.42 ns     | 12.08 ns   |
| DDR3           | DDR3-2400             | 2400 MT/s            | 417 ps       | 1200 MHz         | 833 ps     | 10               | 8.33 ns     | 9.58 ns      | 11.25 ns   |
| DDR3           | DDR3-2400             | 2400 MT/s            | 417 ps       | 1200 MHz         | 833 ps     | 9                | 7.50 ns     | 8.75 ns      | 10.42 ns   |
| DDR3           | DDR3-2400             | 2400 MT/s            | 417 ps       | 1200 MHz         | 833 ps     | 8                | 6.67 ns     | 7.92 ns      | 9.59 ns    |
| DDR3           | DDR3-2600             | 2600 MT/s            | 385 ps       | 1300 MHz         | 769 ps     | 11               | 8.46 ns     | 9.62 ns      | 11.15 ns   |
| DDR3           | DDR3-2666             | 2666 MT/s            | 375 ps       | 1333 MHz         | 750 ps     | 13               | 9.75 ns     | 10.88 ns     | 12.38 ns   |
| DDR3           | DDR3-2666             | 2666 MT/s            | 375 ps       | 1333 MHz         | 750 ps     | 12               | 9 ns        | 10.13 ns     | 11.63 ns   |
| DDR3           | DDR3-2666             | 2666 MT/s            | 375 ps       | 1333 MHz         | 750 ps     | 11               | 8.25 ns     | 9.38 ns      | 10.88 ns   |
| DDR3           | DDR3-2666             | 2666 MT/s            | 375 ps       | 1333 MHz         | 750 ps     | 10               | 7.5 ns      | 8.63 ns      | 10.13 ns   |
| DDR3           | DDR3-2800             | 2800 MT/s            | 357 ps       | 1400 MHz         | 714 ps     | 12               | 8.57 ns     | 9.64 ns      | 11.07 ns   |
| DDR3           | DDR3-2800             | 2800 MT/s            | 357 ps       | 1400 MHz         | 714 ps     | 11               | 7.86 ns     | 8.93 ns      | 10.36 ns   |
| DDR3           | DDR3-2800             | 2800 MT/s            | 357 ps       | 1400 MHz         | 714 ps     | 10               | 7.15 ns     | 8.22 ns      | 9.65 ns    |
| DDR3           | DDR3-2933             | 2933 MT/s            | 341 ps       | 1466 MHz         | 682 ps     | 12               | 8.18 ns     | 9.20 ns      | 10.57 ns   |
| DDR3           | DDR3-3000             | 3000 MT/s            | 333 ps       | 1500 MHz         | 667 ps     | 12               | 8 ns        | 9 ns         | 10.33 ns   |
| DDR3           | DDR3-3100             | 3100 MT/s            | 323 ps       | 1550 MHz         | 645 ps     | 12               | 7.74 ns     | 8.71 ns      | 10 ns      |
| DDR3           | DDR3-3200             | 3200 MT/s            | 313 ps       | 1600 MHz         | 625 ps     | 12               | 7,5 ns      | 8.44 ns      | 9.69 ns    |
| DDR3           | DDR3-3200             | 3200 MT/s            | 313 ps       | 1600 MHz         | 625 ps     | 13               | 8.13 ns     | 9.07 ns      | 10.32 ns   |
| DDR3           | DDR3-3300             | 3300 MT/s            | 303 ps       | 1650 MHz         | 606 ps     | 13               | 7.88 ns     | 8.79 ns      | 10 ns      |
| DDR4           | DDR4-1600             | 1600 MT/s            | 0.625 ns     | 800 MHz          | 1.250 ns   | 12               | 15.00 ns    | 16.88 ns     | 19.38 ns   |
| DDR4           | DDR4-1600             | 1600 MT/s            | 0.625 ns     | 800 MHz          | 1.250 ns   | 11               | 13.75 ns    | 15.63 ns     | 18.13 ns   |
| DDR4           | DDR4-1600             | 1600 MT/s            | 0.625 ns     | 800 MHz          | 1.250 ns   | 10               | 12.50 ns    | 14.38 ns     | 16.88 ns   |
| DDR4           | DDR4-1866             | 1866 MT/s            | 0.536 ns     | 933 MHz          | 1.071 ns   | 14               | 15.00 ns    | 16.61 ns     | 18.75 ns   |
| DDR4           | DDR4-1866             | 1866 MT/s            | 0.536 ns     | 933 MHz          | 1.071 ns   | 13               | 13.93 ns    | 15.54 ns     | 17.68 ns   |
| DDR4           | DDR4-1866             | 1866 MT/s            | 0.536 ns     | 933 MHz          | 1.071 ns   | 12               | 12.86 ns    | 14.46 ns     | 16.61 ns   |
| DDR4           | DDR4-2133             | 2133 MT/s            | 0.469 ns     | 1066 MHz         | 0.938 ns   | 16               | 15.00 ns    | 16.41 ns     | 18.28 ns   |
| DDR4           | DDR4-2133             | 2133 MT/s            | 0.469 ns     | 1066 MHz         | 0.938 ns   | 15               | 14.06 ns    | 15.47 ns     | 17.34 ns   |
| DDR4           | DDR4-2133             | 2133 MT/s            | 0.469 ns     | 1066 MHz         | 0.938 ns   | 14               | 13.13 ns    | 14.53 ns     | 16.41 ns   |
| DDR4           | DDR4-2400             | 2400 MT/s            | 0,417 ns     | 1200 MHz         | 0.833 ns   | 17               | 14.17 ns    | 15.42 ns     | 17.08 ns   |
| DDR4           | DDR4-2400             | 2400 MT/s            | 0,417 ns     | 1200 MHz         | 0.833 ns   | 16               | 13.33 ns    | 14.58 ns     | 16.25 ns   |
| DDR4           | DDR4-2400             | 2400 MT/s            | 0,417 ns     | 1200 MHz         | 0.833 ns   | 15               | 12.50 ns    | 13.75 ns     | 15.42 ns   |
| DDR4           | DDR4-2666             | 2666 MT/s            | 0,375 ns     | 1333 MHz         | 0.750 ns   | 19               | 14.25 ns    | 15.38 ns     | 16.88 ns   |
| DDR4           | DDR4-2666             | 2666 MT/s            | 0,375 ns     | 1333 MHz         | 0.750 ns   | 17               | 12.75 ns    | 13.88 ns     | 15.38 ns   |
| DDR4           | DDR4-2666             | 2666 MT/s            | 0,375 ns     | 1333 MHz         | 0.750 ns   | 16               | 12.00 ns    | 13.13 ns     | 14.63 ns   |
| DDR4           | DDR4-2666             | 2666 MT/s            | 0,375 ns     | 1333 MHz         | 0.750 ns   | 15               | 11.25 ns    | 12.38 ns     | 13.88 ns   |
| DDR4           | DDR4-2666             | 2666 MT/s            | 0,375 ns     | 1333 MHz         | 0.750 ns   | 13               | 9.75 ns     | 10.88 ns     | 12.38 ns   |
| DDR4           | DDR4-2800             | 2800 MT/s            | 0,357 ns     | 1400 MHz         | 0,714 ns   | 17               | 12.14 ns    | 13.21 ns     | 14.64 ns   |
| DDR4           | DDR4-2800             | 2800 MT/s            | 0,357 ns     | 1400 MHz         | 0,714 ns   | 16               | 11.43 ns    | 12.50 ns     | 13.93 ns   |
| DDR4           | DDR4-2800             | 2800 MT/s            | 0,357 ns     | 1400 MHz         | 0,714 ns   | 15               | 10.71 ns    | 11.79 ns     | 13.21 ns   |
| DDR4           | DDR4-2800             | 2800 MT/s            | 0,357 ns     | 1400 MHz         | 0,714 ns   | 14               | 10.00 ns    | 11.07 ns     | 12.50 ns   |
| DDR4           | DDR4-3000             | 3000 MT/s            | 0.333 ns     | 1500 MHz         | 0,667 ns   | 17               | 11.33 ns    | 12.33 ns     | 13.67 ns   |
| DDR4           | DDR4-3000             | 3000 MT/s            | 0.333 ns     | 1500 MHz         | 0,667 ns   | 16               | 10.67 ns    | 11.67 ns     | 13.00 ns   |
| DDR4           | DDR4-3000             | 3000 MT/s            | 0.333 ns     | 1500 MHz         | 0,667 ns   | 15               | 10.00 ns    | 11.00 ns     | 12.33 ns   |
| DDR4           | DDR4-3000             | 3000 MT/s            | 0.333 ns     | 1500 MHz         | 0,667 ns   | 14               | 9.33 ns     | 10.33 ns     | 11.67 ns   |
| DDR4           | DDR4-3200             | 3200 MT/s            | 0.313 ns     | 1600 MHz         | 0.625 ns   | 16               | 10.00 ns    | 10.94 ns     | 12.19 ns   |
| DDR4           | DDR4-3200             | 3200 MT/s            | 0.313 ns     | 1600 MHz         | 0.625 ns   | 15               | 9.38 ns     | 10.31 ns     | 11.56 ns   |
| DDR4           | DDR4-3200             | 3200 MT/s            | 0.313 ns     | 1600 MHz         | 0.625 ns   | 14               | 8.75 ns     | 9.69 ns      | 10.94 ns   |
| DDR4           | DDR4-3300             | 3300 MT/s            | 0.303 ns     | 1650 MHz         | 0.606 ns   | 16               | 9.70 ns     | 10.61 ns     | 11.82 ns   |
| DDR4           | DDR4-3333             | 3333 MT/s            | 0.300 ns     | 1666 MHz         | 0.600 ns   | 16               | 9.60 ns     | 10.50 ns     | 11.70 ns   |
| DDR4           | DDR4-3400             | 3400 MT/s            | 0.294 ns     | 1700 MHz         | 0.588 ns   | 16               | 9.41 ns     | 10.29 ns     | 11.47 ns   |
| DDR4           | DDR4-3466             | 3466 MT/s            | 0.288 ns     | 1733 MHz         | 0,577 ns   | 18               | 10.38 ns    | 11.25 ns     | 12.40 ns   |
| DDR4           | DDR4-3466             | 3466 MT/s            | 0.288 ns     | 1733 MHz         | 0,577 ns   | 17               | 9.81 ns     | 10.67 ns     | 11.83 ns   |
| DDR4           | DDR4-3466             | 3466 MT/s            | 0.288 ns     | 1733 MHz         | 0,577 ns   | 16               | 9.23 ns     | 10.10 ns     | 11.25 ns   |
| DDR4           | DDR4-3600             | 3600 MT/s            | 0.278 ns     | 1800 MHz         | 0,556 ns   | 19               | 10.56 ns    | 11.39 ns     | 12.50 ns   |
| DDR4           | DDR4-3600             | 3600 MT/s            | 0.278 ns     | 1800 MHz         | 0,556 ns   | 18               | 10.00 ns    | 10.83 ns     | 11.94 ns   |
| DDR4           | DDR4-3600             | 3600 MT/s            | 0.278 ns     | 1800 MHz         | 0,556 ns   | 17               | 9.44 ns     | 10.28 ns     | 11.39 ns   |
| DDR4           | DDR4-3600             | 3600 MT/s            | 0.278 ns     | 1800 MHz         | 0,556 ns   | 16               | 8.89 ns     | 9.72 ns      | 10.83 ns   |
| DDR4           | DDR4-3600             | 3600 MT/s            | 0.278 ns     | 1800 MHz         | 0,556 ns   | 15               | 8.33 ns     | 9.17 ns      | 10.28 ns   |
| DDR4           | DDR4-3600             | 3600 MT/s            | 0.278 ns     | 1800 MHz         | 0,556 ns   | 14               | 7.78 ns     | 8.61 ns      | 9.72 ns    |
| DDR4           | DDR4-3733             | 3733 MT/s            | 0.268 ns     | 1866 MHz         | 0.536 ns   | 17               | 9.11 ns     | 9.91 ns      | 10.98 ns   |
| DDR4           | DDR4-3866             | 3866 MT/s            | 0.259 ns     | 1933 MHz         | 0.517 ns   | 18               | 9.31 ns     | 10.09 ns     | 11.12 ns   |
| DDR4           | DDR4-4000             | 4000 MT/s            | 0,250 ns     | 2000 MHz         | 0.500 ns   | 19               | 9.50 ns     | 10.25 ns     | 11.25 ns   |
| DDR4           | DDR4-4000             | 4000 MT/s            | 0,250 ns     | 2000 MHz         | 0.500 ns   | 18               | 9.00 ns     | 9.75 ns      | 10.75 ns   |
| DDR4           | DDR4-4000             | 4000 MT/s            | 0,250 ns     | 2000 MHz         | 0.500 ns   | 17               | 8.50 ns     | 9.25 ns      | 10.25 ns   |
| DDR4           | DDR4-4000             | 4000 MT/s            | 0,250 ns     | 2000 MHz         | 0.500 ns   | 16               | 8.00 ns     | 8.75 ns      | 9.75 ns    |
| DDR4           | DDR4-4133             | 4133 MT/s            | 0,242 ns     | 2066 MHz         | 0,484 ns   | 19               | 9.19 ns     | 9.92 ns      | 10.89 ns   |
| DDR4           | DDR4-4200             | 4200 MT/s            | 0.238 ns     | 2100 MHz         | 0,476 ns   | 19               | 9.05 ns     | 9.76 ns      | 10.71 ns   |
| DDR4           | DDR4-4266             | 4266 MT/s            | 0.234 ns     | 2133 MHz         | 0.469 ns   | 19               | 8.91 ns     | 9.61 ns      | 10.55 ns   |
| DDR4           | DDR4-4266             | 4266 MT/s            | 0.234 ns     | 2133 MHz         | 0.469 ns   | 18               | 8.44 ns     | 9.14 ns      | 10.08 ns   |
| DDR4           | DDR4-4266             | 4266 MT/s            | 0.234 ns     | 2133 MHz         | 0.469 ns   | 17               | 7.97 ns     | 8.67 ns      | 9.61 ns    |
| DDR4           | DDR4-4266             | 4266 MT/s            | 0.234 ns     | 2133 MHz         | 0.469 ns   | 16               | 7.50 ns     | 8.20 ns      | 9.14 ns    |
| DDR4           | DDR4-4400             | 4400 MT/s            | 0,227 ns     | 2200 MHz         | 0.454 ns   | 19               | 8.64 ns     | 9.32 ns      | 10.23 ns   |
| DDR4           | DDR4-4400             | 4400 MT/s            | 0,227 ns     | 2200 MHz         | 0.454 ns   | 18               | 8.18 ns     | 8.86 ns      | 9.77 ns    |
| DDR4           | DDR4-4400             | 4400 MT/s            | 0,227 ns     | 2200 MHz         | 0.454 ns   | 17               | 7.73 ns     | 8.41 ns      | 9.32 ns    |
| DDR4           | DDR4-4600             | 4600 MT/s            | 0.217 ns     | 2300 MHz         | 0.435 ns   | 19               | 8.26 ns     | 8.91 ns      | 9.78 ns    |
| DDR4           | DDR4-4600             | 4600 MT/s            | 0.217 ns     | 2300 MHz         | 0.435 ns   | 18               | 7.82 ns     | 8.48 ns      | 9.35 ns    |
| DDR4           | DDR4-4800             | 4800 MT/s            | 0.208 ns     | 2400 MHz         | 0,417 ns   | 20               | 8.33 ns     | 8.96 ns      | 9.79 ns    |
| DDR4           | DDR4-4800             | 4800 MT/s            | 0.208 ns     | 2400 MHz         | 0,417 ns   | 19               | 7.92 ns     | 8.54 ns      | 9.38 ns    |
| DDR4           | DDR4-5066             | 5066 MT/s            | 0,197 ns     | 2533 MHz         | 0,395 ns   | 20               | 7.90 ns     | 8.49 ns      | 9.28 ns    |
| DDR4           | DDR4-5333             | 5333 MT/s            | 0,186 ns     | 2666 MHz         | 0,375 ns   | 22               | 8.25 ns     | 8.81 ns      | 9.55 ns    |
| DDR5           | DDR5-4800             | 4800 MT/s            | 0.208 ns     | 2400 MHz         | 0,417 ns   | 40               | 16.67 ns    | 17.29 ns     | 18.13 ns   |
| DDR5           | DDR5-4800             | 4800 MT/s            | 0.208 ns     | 2400 MHz         | 0,417 ns   | 38               | 15.83 ns    | 16.46 ns     | 17.29 ns   |
| DDR5           | DDR5-4800             | 4800 MT/s            | 0.208 ns     | 2400 MHz         | 0,417 ns   | 36               | 15.00 ns    | 15.63 ns     | 16.46 ns   |
| DDR5           | DDR5-4800             | 4800 MT/s            | 0.208 ns     | 2400 MHz         | 0,417 ns   | 34               | 14.17 ns    | 14.79 ns     | 15.63 ns   |
| DDR5           | DDR5-5200             | 5200 MT/s            | 0.192 ns     | 2600 MHz         | 0.385 ns   | 40               | 15.38 ns    | 15.96 ns     | 16.73 ns   |
| DDR5           | DDR5-5200             | 5200 MT/s            | 0.192 ns     | 2600 MHz         | 0.385 ns   | 38               | 14.62 ns    | 15.19 ns     | 15.96 ns   |
| DDR5           | DDR5-5200             | 5200 MT/s            | 0.192 ns     | 2600 MHz         | 0.385 ns   | 36               | 13.85 ns    | 14.42 ns     | 15.19 ns   |
| DDR5           | DDR5-5200             | 5200 MT/s            | 0.192 ns     | 2600 MHz         | 0.385 ns   | 34               | 13.08 ns    | 13.65 ns     | 14.42 ns   |
| DDR5           | DDR5-5600             | 5600 MT/s            | 0.179 ns     | 2800 MHz         | 0,357 ns   | 40               | 14.29 ns    | 14.82 ns     | 15.54 ns   |
| DDR5           | DDR5-5600             | 5600 MT/s            | 0.179 ns     | 2800 MHz         | 0,357 ns   | 38               | 13.57 ns    | 14.11 ns     | 14.82 ns   |
| DDR5           | DDR5-5600             | 5600 MT/s            | 0.179 ns     | 2800 MHz         | 0,357 ns   | 36               | 12.86 ns    | 13.39 ns     | 14.11 ns   |
| DDR5           | DDR5-5600             | 5600 MT/s            | 0.179 ns     | 2800 MHz         | 0,357 ns   | 34               | 12.14 ns    | 12.68 ns     | 13.39 ns   |
| DDR5           | DDR5-5600             | 5600 MT/s            | 0.179 ns     | 2800 MHz         | 0,357 ns   | 30               | 10.71 ns    | 11.25 ns     | 11.96 ns   |
| DDR5           | DDR5-6000             | 6000 MT/s            | 0.167 ns     | 3000 MHz         | 0.333 ns   | 40               | 13.33 ns    | 13.83 ns     | 14.50 ns   |
| DDR5           | DDR5-6000             | 6000 MT/s            | 0.167 ns     | 3000 MHz         | 0.333 ns   | 38               | 12.67 ns    | 13.17 ns     | 13.83 ns   |
| DDR5           | DDR5-6000             | 6000 MT/s            | 0.167 ns     | 3000 MHz         | 0.333 ns   | 36               | 12.00 ns    | 12.50 ns     | 13.17 ns   |
| DDR5           | DDR5-6000             | 6000 MT/s            | 0.167 ns     | 3000 MHz         | 0.333 ns   | 32               | 10.67 ns    | 11.17 ns     | 11.83 ns   |
| DDR5           | DDR5-6000             | 6000 MT/s            | 0.167 ns     | 3000 MHz         | 0.333 ns   | 30               | 10.00 ns    | 10.50 ns     | 11.17 ns   |
| DDR5           | DDR5-6200             | 6200 MT/s            | 0.161 ns     | 3100 MHz         | 0,323 ns   | 40               | 12.90 ns    | 13.39 ns     | 14.03 ns   |
| DDR5           | DDR5-6200             | 6200 MT/s            | 0.161 ns     | 3100 MHz         | 0,323 ns   | 38               | 12.26 ns    | 12.74 ns     | 13.39 ns   |
| DDR5           | DDR5-6200             | 6200 MT/s            | 0.161 ns     | 3100 MHz         | 0,323 ns   | 36               | 11.61 ns    | 12.10 ns     | 12.74 ns   |
| DDR5           | DDR5-6400             | 6400 MT/s            | 0.156 ns     | 3200 MHz         | 0.313 ns   | 40               | 12.50 ns    | 12.97 ns     | 13.59 ns   |
| DDR5           | DDR5-6400             | 6400 MT/s            | 0.156 ns     | 3200 MHz         | 0.313 ns   | 38               | 11.88 ns    | 12.34 ns     | 12.97 ns   |
| DDR5           | DDR5-6400             | 6400 MT/s            | 0.156 ns     | 3200 MHz         | 0.313 ns   | 36               | 11.25 ns    | 11.72 ns     | 12.34 ns   |
| DDR5           | DDR5-6400             | 6400 MT/s            | 0.156 ns     | 3200 MHz         | 0.313 ns   | 34               | 10.63 ns    | 11.09 ns     | 11.72 ns   |
| DDR5           | DDR5-6400             | 6400 MT/s            | 0.156 ns     | 3200 MHz         | 0.313 ns   | 32               | 10.00 ns    | 10.47 ns     | 11.09 ns   |
| DDR5           | DDR5-6600             | 6600 MT/s            | 0.152 ns     | 3300 MHz         | 0.303 ns   | 34               | 10.30 ns    | 10.76 ns     | 11.36 ns   |
| Generace       | Typ                   | Rychlost přenosu dat | Doba přenosu | Rychlost příkazů | Doba cyklu | Latence CAS      | První slovo | Čtvrté slovo | Osmé slovo |